# Mangrovenamazilie
Die Mangrovenamazilie (Amazilia boucardi, Syn.: Polyerata boucardi) ist eine Vogelart aus der Familie der Kolibris (Trochilidae). Diese monotypische Art ist endemisch in dem mittelamerikanischen Land Costa Rica. Der Bestand wird von der IUCN als „stark gefährdet“ (Endangered) eingeschätzt.

## Merkmale

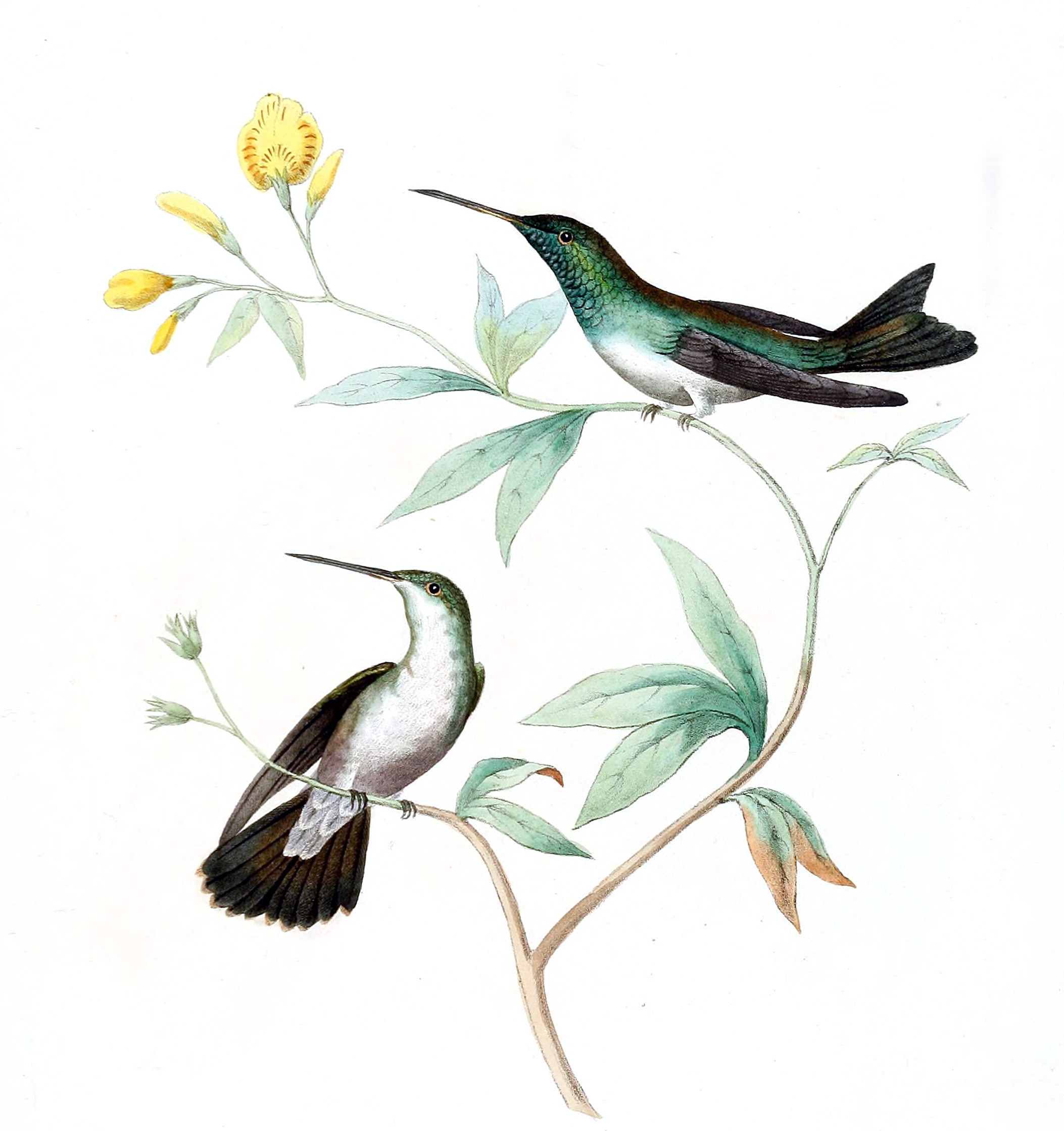
Mangrovenamazilien (♂ oben, ♀ unten), Darstellung von Jean-Marie Fugère (1818–1882)

Die Mangrovenamazilie erreicht eine Körperlänge von etwa 9,5 Zentimetern bei einem Gewicht von 6,5 Gramm. Das Männchen ist sowohl am Scheitel als auch auf der Oberseite blassgrün mit bronzefarbener Tönung am Bürzel. Der Schwanz weist eine bronzegrüne Färbung auf und ist leicht gegabelt. Die weißliche Unterseite ist an der Brust und den Seiten hellgrün bis bläulich marmoriert. Die Vögel haben einen etwa 18 Millimeter langen, dunklen Schnabel mit rötlichem Unterschnabel. Die Weibchen sind den Männchen sehr ähnlich, doch ist die Unterseite hauptsächlich weiß mit nur kleinen grünen Sprenkeln an der Kehle und an den Seiten.

## Verbreitung und Lebensraum

Verbreitungsgebiet der Mangrovenamazilie

Mangrovenamazilien kommen ausschließlich in den Mangroven der Pazifikküste Costa Ricas vor. Hier sind sie vom Norden der Nicoya-Halbinsel über den Golf von Nicoya bis an den Golfo Dulce bei Puerto Jiménez anzutreffen.

## Verhalten
Mangrovenamazilien ernähren sich vorzugsweise vom Nektar der Tee-Mangroven (Pelliciera rhizophorae). Zur Nahrungsaufnahme bewegen sie sich in den unteren und mittleren Straten. Zusätzlich fliegen sie auch Blüten von Bäumen an wie beispielsweise Lonchocarpus und Inga und von Kletterpflanzen wie Maripa nicaraguensis, von Epiphyten oder Helikonien. Sie tolerieren auch an die Mangrovenwälder angrenzende Gebiete, solange Tee-Mangroven in der Nähe sind.  Insbesondere die Männchen verhalten sich sehr aggressiv, sind aber nicht territorial an den Blüten.

## Fortpflanzung
Die Brutsaison der Mangrovenamazilien dauert von Oktober bis Februar. Das Nest hat die Form eines kleinen Kelches und besteht aus Fasern des Balsabaums, anderem Material, das von Pflanzen abgefallen ist, sowie aus Spinnenweben und wird an den Außenwänden durch Flechten verziert. Das Nest wird in den Zweigen der Mangroven ein bis vier Meter über dem Wasser platziert. Es werden zwei Eier gelegt, die ausschließlich vom Weibchen ausgebrütet werden.

## Gefährdung und Schutzstatus
BirdLife International schätzte 2020 den Gesamtbestand der Art auf 1500 bis 7000 Individuen. Der Bau von Meerwassersalinen und Garnelenteichen und das konkrete Abholzen zur Gewinnung von Holzkohle zerstören die ökologische Nische der Mangroven. Andere Bedrohungen sind illegaler Holzeinschlag, Deiche, Straßenbau und Luftverschmutzung (insbesondere durch den Hafen in Puntarenas). So ist die gesamte Pazifikküste Costa Ricas von den wirtschaftlichen Entwicklungen betroffen.
Es werden Erhebungen zum Zustand der Mangroven benötigt, in denen das Verschwinden von Mangrovenlandschaften überwacht wird. Weitere Untersuchungen sollen darauf abzielen, zu analysieren, warum die Art in vermeintlich passendem Habitat nicht vorhanden ist. Der Nationalpark Carara soll ausgebaut werden. Eventuell soll mit Hilfe dieser endemischen Spezies eine Kampagne gestartet werden, um die Bevölkerung auf die bestehenden Probleme aufmerksam zu machen.

## Etymologie und Forschungsgeschichte
Étienne Mulsant beschrieb die Mangrovenamazilie ursprünglich unter dem wissenschaftlichen Namen Arena boucardi. Ein weiteres Synonym, das man in der Literatur finden kann, lautet Polyerata boucardi. Das Wort Amazilia stammt aus einer Novelle von Jean-François Marmontel, der in Les Incas, ou La destruction de l'empire du Pérou von einer Inkaheldin namens Amazili berichtet. Der Gattungsname Polyerata des Synonyms ist ein Gebilde aus den griechischen Wörtern πολύ polý für „viel, sehr“ und ἐρᾰτός eratós für „geliebt“. Das Artepitheton boucardi ist eine Widmung an den Ornithologen und Sammler Adolphe Boucard (1839–1905), der ebenfalls über Kolibris publizierte.